# Józef Fibich
Józef Fibich (ur. 14 lutego 1901 w Nowym Oleścu, zm. ?) – polski robotnik rolny, analfabeta, szeregowiec Wojska Polskiego, kawaler Orderu Virtuti Militari.

## Życiorys
Urodził się 14 lutego 1901 w Nowym Oleścu, w ówczesnym powiecie kaliskim guberni kaliskiej, w rodzinie Walentego i Zofii z Juszczaków. Do dziesiątego roku życia pozostawał przy rodzicach, a później „na służbach u gospodarzy”.
1 grudnia 1919 wstąpił do Wojska Polskiego. W 1920 na wojnie z bolszewikami walczył jako szeregowiec 6. kompanii 144 pułku piechoty Strzelców Kresowych. W walkach pod Oleskiem (27–30 lipca) odznaczył się niebywałą odwagą i walecznością. „Pod gęstym ogniem nieprzyjacielskim podsunął się bardzo blisko nieprzyjacielskich okopów, zbadał ich położenie i rozmieszczenie placówek, i przyniósł o tym dokładny meldunek dowódcy kompanii. W tym samym ataku, wśród gradu kul, przenosił meldunki dowódcy kompanii do dowódcy batalionu i rozkazy z dowództwa baonu do kompanii. Na odcinku kompanii utrzymywał zawsze łączność między poszczególnymi plutonami i przenosił rozkazy dawane przez dowódcę kompanii”. W walkach pod Brodami (6 sierpnia) „szedł jako pierwszy z patrolem pod okopy nieprzyjacielskie i z własnej inicjatywy poszedł sam pociągając i innych do szturmu na bagnety”. Pod Pińskiem został ranny w udo prawe i kolano lewe.
W 1923 został zwolniony z wojska i przez rok pozostawał przy rodzicach. W 1924 ożenił się i zaczął pracować sezonowo u gospodarzy. Miał czworo dzieci: Zofię (ur. 21 kwietnia 1926), Annę (ur. 16 lutego 1928), Edwarda (ur. 20 października 1930) i Anielę (ur. 5 marca 1932).

## Ordery i odznaczenia
- Krzyż Srebrny Orderu Wojskowego Virtuti Militari nr 1926[7] – 30 czerwca 1921[8][9]
- Krzyż Walecznych[10]